# 42113 Jura
42113 Jura este un asteroid din centura principală de asteroizi.

## Descriere
42113 Jura este un asteroid din centura principală de asteroizi. A fost descoperit pe 15 ianuarie 2001 la Vicques (Jura) de Observatorul din Vicques. Asteroidul prezintă o orbită caracterizată de o semiaxă mare de 2,64 ua, o excentricitate de 0,15 și o înclinație de 7,3° în raport cu ecliptica.